# Пример Боуэна

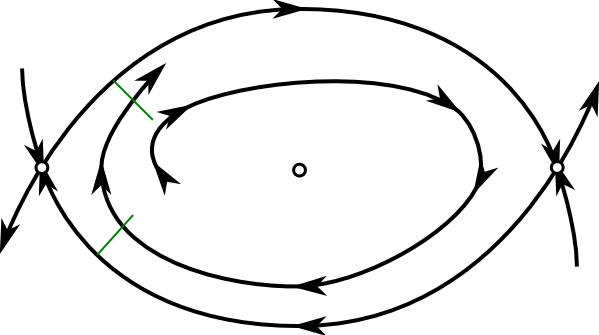
Фазовый портрет примера Боуэна

Пример Боуэна, или гетероклинический аттрактор, — предложенный Р. Боуэном пример динамической системы, в которой у почти любой начальной точки отсутствуют временны́е средние, и, тем самым, для которой нет меры Синая-Рюэлля-Боуэна. Этот пример — векторное поле на плоскости, имеющее две особые точки-седла, исходящая сепаратриса каждого из которых оказывается одновременно входящей сепаратрисой другого. На собственные значения сёдел при этом накладываются определённые ограничения, гарантирующие, что любая траектория, стартующая внутри «сепаратрисного двуугольника», будет к этому «двуугольнику» стремиться.
Пример Боуэна имеет коразмерность 2 в пространстве векторных полей на плоскости.

## Формальное описание
Фазовое пространство примера Боуэна — область, ограниченная полициклом-«лункой», состоящей из двух седёл и двух соединяющих их сепаратрис. На собственные значения сёдел {\displaystyle -\mu _{1}<0<\lambda _{1}}, {\displaystyle -\mu _{2}<0<\lambda _{2}} при этом накладывается предположение {\displaystyle \mu _{1}\mu _{2}>\lambda _{1}\lambda _{2}}, гарантирующее, что достаточно близкие к «лунке» траектории будут к этой лунке стремиться.